# Fidela Oller Angelats
Fidela Oller Angelats (ur. 11 września 1869 w Banyoles, zm. 29 lub 30 sierpnia 1936 w Xeresa) – hiszpańska zakonnica, błogosławiona Kościoła katolickiego, męczennica.

## Życiorys
Fidela (Fidelia) Oller Angelats urodziła się 11 września 1869 roku. Do zgromadzenia Sióstr św. Józefa z Girony wstąpiła w wieku 17 lat, a śluby wieczyste złożyła w roku 1882. Wyróżniała się oddaniem w służbie dla chorych i pobożnością będąc wzorem dla sióstr. W 1902 roku wstąpiła do instytutu Religiosas San José de Gerona. Kilkakrotnie pełniła funkcję przełożonej w różnych wspólnotach swojego zgromadzenia. Była jedną z założycielek placówki w mieście Gandía (1927), gdzie wraz z siostrami dostąpiła także licznych prześladowań i skąd w roku 1936 zabrała ją milicja republikańska z miejscowości Xeresa koło Walencji. Zginęła rozstrzelana po torturach 29 lub 30 sierpnia 1936 roku podczas wojny domowej w Hiszpanii.
Jej beatyfikacja zaplanowana na 5 września 2015 roku odbyła się w katedrze w Gironie. Mszy świętej beatyfikacyjnej męczenniczek z Girony (wraz z Fidelą Oller Angelats także Józefa (Josefa) Monrabal i Fakunda (Facunda) Margenat w imieniu papieża Franciszka przewodniczył ks. kard. Angelo Amato.